# Troisième district congressionnel du Kentucky
Le 3e district congressionnel du Kentucky est un district de l'État américain du Kentucky. Il englobe presque tout la région métropolitaine de Louisville, qui, depuis la fusion de 2003, est consolidé avec le Comté de Jefferson, bien que d'autres villes constituées existent dans le comté, telles que Shively et St. Matthews. L'extrême atteint l'air métropolitaine du métro de Louisville fait partie du 2e district congressionnel.
Le district est actuellement représenté par le Démocrate Morgan McGarvey. Avec un indice CPVI de D + 9, c'est le seul district démocrate du Kentucky.

## Caractéristiques
Le caractère du district est très différent du reste du Kentucky. Il est entièrement contenu dans le Comté de Jefferson et, contrairement au reste de l'État, il est urbain et tend vers les Démocrates. Il a le pourcentage le plus élevé d'Afro-Américains de l'État, qui sont concentrés dans et près de Louisville. C'est un quartier cosmopolite et diversifié, avec de grandes entreprises, des organisations de soins de santé et des universités.
Jusqu'au 1er janvier 2006, le Kentucky n'a pas suivi l'affiliation à un parti pour les électeurs inscrits qui n'étaient ni démocrates ni républicains. La carte d'inscription des électeurs du Kentucky ne répertorie explicitement rien d'autre que le Parti Démocrate, le Parti Républicain ou Autre, l'option «Autre» ayant une ligne vide et aucune instruction sur la façon de s'inscrire comme autre chose.
| Année (Sept.) | Démocrate | Démocrate | Républicain | Républicain | Autre   | Autre | Indépendant | Indépendant | Libertarien | Libertarien | Vert    | Vert  |
| Année (Sept.) | Votants   | %         | Votants     | %           | Votants | %     | Votants     | %           | Votants     | %           | Votants | %     |
| ------------- | --------- | --------- | ----------- | ----------- | ------- | ----- | ----------- | ----------- | ----------- | ----------- | ------- | ----- |
| 2017          | 328 442   | 57,835    | 183 755     | 32,358      | 35 988  | 6,337 | 17 632      | 3,105       | 1568        | 0,276       | 421     | 0,074 |
| 2018          | 335 172   | 57,984    | 185 426     | 32,078      | 36 011  | 6,23  | 19 204      | 3,322       | 1724        | 0,298       | 397     | 0,069 |
| 2019          | 343 512   | 58,24     | 187 470     | 31,784      | 36 222  | 6,141 | 20 313      | 3,444       | 1832        | 0,311       | 347     | 0,059 |
| 2020          | 354 146   | 58,045    | 194 002     | 31,797      | 34 855  | 5,713 | 24 185      | 3,964       | 2317        | 0,38        | 408     | 0,067 |
| 2021          | 352 605   | 57,916    | 192 258     | 31,579      | 35 335  | 5,804 | 25 549      | 4,196       | 2407        | 0,395       | 437     | 0,072 |
| 2022          |           |           |             |             |         |       |             |             |             |             |         |       |

## Géographie
| #   | Comté     | Siège      | Population |
| --- | --------- | ---------- | ---------- |
| 111 | Jefferson | Louisville | 772 114    |

### Villes de 10 000 habitants ou plus
- Louisville - 624 444
- Jeffersontown - 28 474
- St. Matthews - 17 534
- Shively - 15 636
- Lyndon - 11 008

### Villes de 2 500 - 10 000 habitants
- Middletown - 9 706
- Douglass Hills - 5 456
- Hurstbourne - 4 683
- Prospect - 4 565
- Indian Hills - 2 860
- Graymoor-Devondale - 2 853
- Anchorage - 2 500

## Historique de vote
| Année | Poste             | Résultat                |
| ----- | ----------------- | ----------------------- |
| 2000  | Président         | Gore 50,0 % - 48,0 %    |
| 2004  | Président         | Kerry 51,0 % - 49,0 %   |
| 2008  | Président         | Obama 56,0 % - 43,0 %   |
| 2012  | Président         | Obama 56,0 % - 43,0 %   |
| 2016  | Président         | Clinton 55,0 % - 40,0 % |
| 2016  | Sénat             | Gray 60,0 % - 40,0 %    |
| 2019  | Gouverneur        | Beshear 68,0 % - 30,0 % |
| 2019  | Procureur Général | Stumbo 61,0 % - 36,0 %  |
| 2020  | Président         | Biden 60,0 % - 38,0 %   |
| 2020  | Sénat             | McGrath 61,0 % - 36,0 % |
| 2022  | Sénat             | Booker 60,0 % - 40,0 %  |
| 2023  | Gouverneur        | Beshear 71,0 % - 29,0 % |

## Liste des Représentants du district
| Membre                                                                   | Parti                                                                    | Années                              | Congrès     | Histoire électorale | Zone géographique                                                               |
| ------------------------------------------------------------------------ | ------------------------------------------------------------------------ | ----------------------------------- | ----------- | --- | ------------------------------------------------------------------------------- |
| District établit le 4 mars 1803                                          |                                                                          |                                     |             | |                                                                                 |
| Matthew Walton (en)                                                      | Républicain-Démocrate                                                    | 4 mars 1803 - 3 mars 1807           | 8e , 9e     | Élu en 1803. Réélu en 1804. Retrait. | 1803–1813 Breckenridge, Bullitt, Green, Hardin, Jefferson, Nelson et Washington |
| John Rowan (en)                                                          | Républicain-Démocrate                                                    | 4 mars 1807 - 3 mars 1809           | 10e         | Élu en 1806. Retrait. | 1803–1813 Breckenridge, Bullitt, Green, Hardin, Jefferson, Nelson et Washington |
| Henry Crist (en)                                                         | Républicain-Démocrate                                                    | 4 mars 1809 - 3 mars 1811           | 11e         | Élu en 1808. Retrait. | 1803–1813 Breckenridge, Bullitt, Green, Hardin, Jefferson, Nelson et Washington |
| Stephen Ormsby (en)                                                      | Républicain-Démocrate                                                    | 4 mars 1811 - 3 mars 1813           | 12e         | Élu en 1810. Redécoupage vers le 8e district et perds sa réélection. | 1803–1813 Breckenridge, Bullitt, Green, Hardin, Jefferson, Nelson et Washington |
| Richard Mentor Johnson                                                   | Républicain-Démocrate                                                    | 4 mars 1813 - 3 mars 1819           | 13e - 15e   | Redécoupage depuis le 4e district et réélu en 1812. Réélu en 1814. Réélu en 1816. Retrait.                                                                                                 | 1813–1823 Boone, Campbell, Franklin, Gallatin, Harrison, Pendleton et Scott     |
| William Brown (en)                                                       | Républicain-Démocrate                                                    | 4 mars 1819 - 3 mars 1821           | [[16e}}     | Élu en 1818. Retrait. | 1813–1823 Boone, Campbell, Franklin, Gallatin, Harrison, Pendleton et Scott     |
| John T. Johnson (en)                                                     | Républicain-Démocrate                                                    | 4 mars 1821 - 3 mars 1823           | 17e         | Élu en 1820. Redécoupage vers le 5e district. | 1813–1823 Boone, Campbell, Franklin, Gallatin, Harrison, Pendleton et Scott     |
| Henry Clay                                                               | Républicain-Démocrate                                                    | 3 mars 1823 - 3 mars 1825           | 18e , 19e   | Élu en 1822. Réélu en 1824. Démissionne pour devenir Secrétaire d'État des États-Unis. | 1823–1833 Clark, Fayette et Woodford                                            |
| Henry Clay                                                               | Anti-Jacksonien                                                          | 4 mars 1825 - 6 mars 1825           | 18e , 19e   | Élu en 1822. Réélu en 1824. Démissionne pour devenir Secrétaire d'État des États-Unis. | 1823–1833 Clark, Fayette et Woodford                                            |
| Vacant                                                                   | Vacant                                                                   | 6 mars 1825 - 1er août 1825         | 19e         | | 1823–1833 Clark, Fayette et Woodford                                            |
| James Clark                                                              | Anti-Jacksonien                                                          | 1er août 1825 - 3 mars 1831         | 19e - 21e   | Élu pour terminer le mandat de Clay et intronisé le 5 décembre 1825. Réélu en 1827. Réélu en 1829. Renominé mais décline.                                                                  | 1823–1833 Clark, Fayette et Woodford                                            |
| Chilton Allan (en)                                                       | Anti-Jacksonien                                                          | 4 mars 1831 - 3 mars 1833           | 22e         | Élu en 1831. Redécoupage vers le 10e district. | 1823–1833 Clark, Fayette et Woodford                                            |
| Christopher Tompkins (en)                                                | Anti-Jacksonien                                                          | 4 mars 1833 - 3 mars 1835           | 23e         | Redécoupage depuis le 10e district et réélu en 1833. Retrait pour se présenter comme Représentant au niveau de l'État.                                                                     | 1833–1843                                                                       |
| Joseph R. Underwood (en)                                                 | Anti-Jacksonien                                                          | 4 mars 1835 - 3 mars 1837           | 24e - 27e   | Élu en 1835. Réélu en 1837. Réélu en 1839. Réélu en 1841. Retrait. | 1833–1843                                                                       |
| Joseph R. Underwood (en)                                                 | Whig                                                                     | 4 mars 1837 - 3 mars 1843           | 24e - 27e   | Élu en 1835. Réélu en 1837. Réélu en 1839. Réélu en 1841. Retrait. | 1833–1843                                                                       |
| Henry Grider (en)                                                        | Whig                                                                     | 4 mars 1843 - 3 mars 1847           | 28e , 29e   | Élu en 1843. Réélu en 1845. Retrait. | 1843–1853                                                                       |
| Samuel Peyton (en)                                                       | Démocrate                                                                | 4 mars 1847 - 3 mars 1849           | 30e         | Élu en 1847. Perds sa réélection. | 1843–1853                                                                       |
| Finis McLean                                                             | Whig                                                                     | 4 mars 1849 - 3 mars 1851           | 31e         | Élu en 1849. Retrait. | 1843–1853                                                                       |
| Presley Ewing (en)                                                       | Whig                                                                     | 4 mars 1851 - 27 septembre 1854     | 32e , 33e   | Élu en 1851. Réélu en 1853. Décès. | 1843–1853                                                                       |
| Presley Ewing (en)                                                       | Whig                                                                     | 4 mars 1851 - 27 septembre 1854     | 32e , 33e   | Élu en 1851. Réélu en 1853. Décès. | 1853–1863                                                                       |
| Vacant                                                                   | Vacant                                                                   | 27 septembre 1854 - 4 décembre 1854 | 33          | |                                                                                 |
| Francis Bristow (en)                                                     | Whig                                                                     | 4 décembre 1854 - 3 mars 1855       | 33          | Élu pour terminer le mandat d'Ewing. Perds sa réélection. |                                                                                 |
| Warner Underwood (en)                                                    | Know Nothing                                                             | 4 mars 1855 - 3 mars 1859           | 34e , 35e   | Élu en 1855. Réélu en 1857. Retrait. |                                                                                 |
| Francis Bristow (en)                                                     | Opposition Party (en)                                                    | 4 mars 1859 - 3 mars 1861           | 36e         | Élu en 1859. Retrait. |                                                                                 |
| Henry Grider (en)                                                        | Unioniste                                                                | 4 mars 1861 - 3 mars 1865           | 37e - 39e   | Élu en 1861. Réélu en 1863. Réélu en 1865. Décès. |                                                                                 |
| Henry Grider (en)                                                        | Unioniste                                                                | 4 mars 1861 - 3 mars 1865           | 37e - 39e   | Élu en 1861. Réélu en 1863. Réélu en 1865. Décès. | 1863–1873                                                                       |
| Henry Grider (en)                                                        | Démocrate                                                                | 4 mars 1865 - 7 septembre 1866      | 37e - 39e   | Élu en 1861. Réélu en 1863. Réélu en 1865. Décès. |                                                                                 |
| Vacant                                                                   | Vacant                                                                   | 7 septembre 1866 - 3 décembre 1866  | 39e         | |                                                                                 |
| Elijah Hise (en)                                                         | Démocrate                                                                | 3 décembre 1866 - 8 mai 1867        | 39e         | Élu pour terminer le mandat de Grider. Également élu pour un second mandat complet. Décès.                                                                                                 |                                                                                 |
| Vacant                                                                   | Vacant                                                                   | 8 mai 1867 - 5 décembre 1867        | 40e         | |                                                                                 |
| Jacob Golladay (en)                                                      | Démocrate                                                                | 5 décembre 1867 - 28 février 1870   | 40e , 41e   | Élu pour terminer le mandat de Hise. Réélu en 1868. Démissionne. |                                                                                 |
| Vacant                                                                   | Vacant                                                                   | 28 février 1870 - 10 mai 1870       | 41e         | |                                                                                 |
| Joseph H. Lewis (en)                                                     | Démocrate                                                                | 10 mai 1870 - 3 mars 1873           | 41e , 42e   | Élu pour terminer le mandat de Golladay. Réélu en 1870. Retrait. |                                                                                 |
| Charles W. Milliken (en)                                                 | Démocrate                                                                | 4 mars 1873 - 3 mars 1877           | 43e , 44e   | Élu en 1872. Réélu en 1874. Retrait. | 1873–1883                                                                       |
| John W. Caldwell (en)                                                    | Démocrate                                                                | 4 mars 1877 - 3 mars 1883           | 45e - 47e   | Élu en 1876. Réélu en 1878. Réélu en 1880. Retrait. | 1873–1883                                                                       |
| John E. Halsell (en)                                                     | Démocrate                                                                | 4 mars 1883 - 3 mars 1887           | 48e , 49e   | Élu en 1882. Réélu en 1884. Perds sa renomination. | 1883–1893                                                                       |
| W. Godfrey Hunter (en)                                                   | Républicain                                                              | 4 mars 1887 - 3 mars 1889           | 50e         | Élu en 1886. Perds sa réélection. | 1883–1893                                                                       |
| Isaac Goodnight (en)                                                     | Démocrate                                                                | 4 mars 1889 - 3 mars 1895           | 51e - 53e   | Élu en 1888. Réélu en 1890. Réélu en 1892. Retrait. | 1883–1893                                                                       |
| Isaac Goodnight (en)                                                     | Démocrate                                                                | 4 mars 1889 - 3 mars 1895           | 51e - 53e   | Élu en 1888. Réélu en 1890. Réélu en 1892. Retrait. | 1893–1903                                                                       |
| W. Godfrey Hunter (en)                                                   | Républicain                                                              | 4 mars 1895 - 3 mars 1897           | 54e         | Élu en 1894. Perds sa réélection. |                                                                                 |
| John S. Rhea (en)                                                        | Démocrate                                                                | 4 mars 1897 - 25 mars 1902          | 55e - 57e   | Élu en 1896. Réélu en 1898. Réélu en 1900. Perds la contestation de son élection. |                                                                                 |
| J. McKenzie Moss (en)                                                    | Républicain                                                              | 25 mars 1902 - 3 mars 1903          | 57e         | Remporte la contestation de son élection. |                                                                                 |
| John S. Rhea (en)                                                        | Démocrate                                                                | 4 mars 1903 - 3 mars 1905           | 58e         | Élu en 1902. Retrait. | 1903–1913                                                                       |
| James M. Richardson (en)                                                 | Démocrate                                                                | 4 mars 1905 - 3 mars 1907           | 59e         | Élu en 1904. Perds sa réélection. | 1903–1913                                                                       |
| Addison James (en)                                                       | Républicain                                                              | 4 mars 1907 - 3 mars 1909           | 60e         | Élu en 1906. Perds sa réélection. | 1903–1913                                                                       |
| Robert Y. Thomas Jr. (en)                                                | Démocrate                                                                | 4 mars 1909 - 3 septembre 1925      | 61e - 69e   | Élu en 1908. Réélu en 1910. Réélu en 1912. Réélu en 1914. Réélu en 1916. Réélu en 1918. Réélu en 1920. Réélu en 1922. Réélu en 1924. Décès.                                                | 1903–1913                                                                       |
| Robert Y. Thomas Jr. (en)                                                | Démocrate                                                                | 4 mars 1909 - 3 septembre 1925      | 61e - 69e   | Élu en 1908. Réélu en 1910. Réélu en 1912. Réélu en 1914. Réélu en 1916. Réélu en 1918. Réélu en 1920. Réélu en 1922. Réélu en 1924. Décès.                                                | 1913–1933                                                                       |
| Vacant                                                                   | Vacant                                                                   | 3 septembre 1925 - 26 décembre 1925 | 69e         | |                                                                                 |
| John W. Moore (en)                                                       | Démocrate                                                                | 26 décembre 1925 - 3 mars 1929      | 69e , 70e   | Élu pour terminer le mandat de Thomas. Réélu en 1926. Perds sa réélection. |                                                                                 |
| Charles W. Roark (en)                                                    | Républicain                                                              | 4 mars 1929 - 5 avril 1929          | 71e         | Élu en 1928. Décès. |                                                                                 |
| Vacant                                                                   | Vacant                                                                   | 5 avril 1929 - 1er juin 1929        | 71e         | |                                                                                 |
| John W. Moore (en)                                                       | Démocrate                                                                | 1er juin 1929 - 3 mars 1933         | 71e , 72e   | Élu pour terminer le mandat de Roark. Réélu en 1930. Retrait. |                                                                                 |
| District supprimé, voir District at-large du Kentucky. District rétablit | District supprimé, voir District at-large du Kentucky. District rétablit | 4 mars 1933 - 3 janvier 1935        | 73e         | |                                                                                 |
| Emmet O'Neal                                                             | Démocrate                                                                | 3 janvier 1935 - 3 janvier 1947     | 74e - 79e   | Élu en 1934. Réélu en 1936. Réélu en 1938. Réélu en 1940. Réélu en 1942. Réélu en 1944. Perds sa réélection.                                                                               | 1935–1943                                                                       |
| Emmet O'Neal                                                             | Démocrate                                                                | 3 janvier 1935 - 3 janvier 1947     | 74e - 79e   | Élu en 1934. Réélu en 1936. Réélu en 1938. Réélu en 1940. Réélu en 1942. Réélu en 1944. Perds sa réélection.                                                                               | 1943–1953                                                                       |
| Thruston B. Morton (en)                                                  | Républicain                                                              | 3 janvier 1947 - 3 janvier 1953     | 80e - 82e   | Élu en 1946. Réélu en 1948. Réélu en 1950. Retrait. |                                                                                 |
| John M. Robinson Jr. (en)                                                | Républicain                                                              | 3 janvier 1953 - 3 janvier 1959     | 83e - 85e   | Élu en 1952. Réélu en 1954. Réélu en 1956. Perds sa réélection. | 1953–1963                                                                       |
| Frank W. Burke (en)                                                      | Démocrate                                                                | 3 janvier 1959 - 3 janvier 1963     | 86e , 87e   | Élu en 1958. Réélu en 1960. Perds sa réélection. | 1953–1963                                                                       |
| Gene Snyder (en)                                                         | Républicain                                                              | 3 janvier 1963 - 3 janvier 1965     | 88e         | Élu en 1962. Perds sa réélection. | 1963–1973                                                                       |
| Charles R. Farnsley (en)                                                 | Démocrate                                                                | 3 janvier 1965 - 3 janvier 1967     | 89e         | Élu en 1964. Retrait. | 1963–1973                                                                       |
| William O. Cowger (en)                                                   | Républicain                                                              | 3 janvier 1967 - 3 janvier 1971     | 90e , 91e   | Élu en 1966. Réélu en 1968. Perds sa réélection. | 1963–1973                                                                       |
| Romano Mazzoli (en)                                                      | Démocrate                                                                | 3 janvier 1971 - 3 janvier 1995     | 92e - 103e  | Élu en 1970. Réélu en 1972. Réélu en 1974. Réélu en 1976. Réélu en 1978. Réélu en 1980. Réélu en 1982. Réélu en 1984. Réélu en 1986. Réélu en 1988. Réélu en 1990. Réélu en 1992. Retrait. | 1963–1973                                                                       |
| Romano Mazzoli (en)                                                      | Démocrate                                                                | 3 janvier 1971 - 3 janvier 1995     | 92e - 103e  | Élu en 1970. Réélu en 1972. Réélu en 1974. Réélu en 1976. Réélu en 1978. Réélu en 1980. Réélu en 1982. Réélu en 1984. Réélu en 1986. Réélu en 1988. Réélu en 1990. Réélu en 1992. Retrait. | 1973–1983                                                                       |
| Romano Mazzoli (en)                                                      | Démocrate                                                                | 3 janvier 1971 - 3 janvier 1995     | 92e - 103e  | Élu en 1970. Réélu en 1972. Réélu en 1974. Réélu en 1976. Réélu en 1978. Réélu en 1980. Réélu en 1982. Réélu en 1984. Réélu en 1986. Réélu en 1988. Réélu en 1990. Réélu en 1992. Retrait. | 1983–1993                                                                       |
| Romano Mazzoli (en)                                                      | Démocrate                                                                | 3 janvier 1971 - 3 janvier 1995     | 92e - 103e  | Élu en 1970. Réélu en 1972. Réélu en 1974. Réélu en 1976. Réélu en 1978. Réélu en 1980. Réélu en 1982. Réélu en 1984. Réélu en 1986. Réélu en 1988. Réélu en 1990. Réélu en 1992. Retrait. | 1993–2003                                                                       |
| Mike Ward (en)                                                           | Démocrate                                                                | 3 janvier 1995 - 3 janvier 1997     | 104e        | Élu en 1994. Perds sa réélection. |                                                                                 |
| Anne Northup                                                             | Républicain                                                              | 3 janvier 1997 - 3 janvier 2007     | 105e - 109e | Élu en 1996. Réélu en 1998. Réélu en 2000. Réélu en 2002. Réélu en 2004. Perds sa réélection.                                                                                              |                                                                                 |
| Anne Northup                                                             | Républicain                                                              | 3 janvier 1997 - 3 janvier 2007     | 105e - 109e | Élu en 1996. Réélu en 1998. Réélu en 2000. Réélu en 2002. Réélu en 2004. Perds sa réélection.                                                                                              | 2003–2013                                                                       |
| John Yarmuth                                                             | Démocrate                                                                | 3 janvier 2007 - 3 janvier 2023     | 110e - 117e | Élu en 2006. Réélu en 2008. Réélu en 2010. Réélu en 2012. Réélu en 2014. Réélu en 2016. Réélu en 2018. Réélu en 2020. Retrait.                                                             |                                                                                 |
| John Yarmuth                                                             | Démocrate                                                                | 3 janvier 2007 - 3 janvier 2023     | 110e - 117e | Élu en 2006. Réélu en 2008. Réélu en 2010. Réélu en 2012. Réélu en 2014. Réélu en 2016. Réélu en 2018. Réélu en 2020. Retrait.                                                             | 2013–2023                                                                       |
| Morgan McGarvey                                                          | Démocrate                                                                | 3 janvier 2023 - Présent            | 118e - 119e | Élu en 2022. Réélu en 2024. | 2023–Présent                                                                    |

## Résultats des récentes élections
Voici les résultats des dix précédents cycles électoraux dans le district.

### 2004
| Élection de 2004 du 3e district congressionnel du Kentucky | Élection de 2004 du 3e district congressionnel du Kentucky | Élection de 2004 du 3e district congressionnel du Kentucky | Élection de 2004 du 3e district congressionnel du Kentucky | Élection de 2004 du 3e district congressionnel du Kentucky |
| ---------------------------------------------------------- | ---------------------------------------------------------- | ---------------------------------------------------------- | ---------------------------------------------------------- | ---------------------------------------------------------- |
| Parti                                                      | Parti                                                      | Candidat                                                   | Votes                                                      | %                                                          |
|                                                            | Républicain                                                | Anne Northup (sortante)                                    | 197 736                                                    | 60,26                                                      |
|                                                            | Démocrate                                                  | Tony Miller                                                | 124 040                                                    | 37,80                                                      |
|                                                            | Libertarien                                                | George C. Dick                                             | 6363                                                       | 1,94                                                       |
| Total des votes                                            | Total des votes                                            | Total des votes                                            | 328 139                                                    | 100 %                                                      |
|                                                            | Les Républicains conservent                                |                                                            |                                                            |                                                            |

### 2006
| Élection de 2006 du 3e district congressionnel du Kentucky | Élection de 2006 du 3e district congressionnel du Kentucky | Élection de 2006 du 3e district congressionnel du Kentucky | Élection de 2006 du 3e district congressionnel du Kentucky | Élection de 2006 du 3e district congressionnel du Kentucky |
| ---------------------------------------------------------- | ---------------------------------------------------------- | ---------------------------------------------------------- | ---------------------------------------------------------- | ---------------------------------------------------------- |
| Parti                                                      | Parti                                                      | Candidat                                                   | Votes                                                      | %                                                          |
|                                                            | Démocrate                                                  | John Yarmuth                                               | 122 471                                                    | 50,62                                                      |
|                                                            | Républicain                                                | Anne Northup (sortante)                                    | 116 555                                                    | 48,18                                                      |
|                                                            | Libertarien                                                | Donna Walker Mancini                                       | 2134                                                       | 0,88                                                       |
|                                                            | Constitution                                               | W. Ed Parker                                               | 774                                                        | 0,32                                                       |
| Total des votes                                            | Total des votes                                            | Total des votes                                            | 241 934                                                    | 100 %                                                      |
|                                                            | Les Démocrates prennent aux Républicains                   |                                                            |                                                            |                                                            |

### 2008
| Élection de 2008 du 3e district congressionnel du Kentucky | Élection de 2008 du 3e district congressionnel du Kentucky | Élection de 2008 du 3e district congressionnel du Kentucky | Élection de 2008 du 3e district congressionnel du Kentucky                         | Élection de 2008 du 3e district congressionnel du Kentucky |
| ---------------------------------------------------------- | ---------------------------------------------------------- | ---------------------------------------------------------- | ---------------------------------------------------------------------------------- | ---------------------------------------------------------- |
| Parti                                                      | Parti                                                      | Candidat                                                   | Votes                                                                              | %                                                          |
|                                                            | Démocrate                                                  | John Yarmuth (sortant)                                     | 203 843                                                                            | 59,37                                                      |
|                                                            | Républicain                                                | Anne Northup                                               | 139 527                                                                            | 40,64                                                      |
|                                                            | Libertarien                                                | Ed Martin                                                  | La candidate Républicaine a poursuivi en justice ; les votes n'ont pas été comptés | 0,00                                                       |
| Total des votes                                            | Total des votes                                            | Total des votes                                            | 343 370                                                                            | 100 %                                                      |
|                                                            | Les Démocrates conservent                                  |                                                            |                                                                                    |                                                            |

### 2010
| Élection de 2010 du 3e district congressionnel du Kentucky | Élection de 2010 du 3e district congressionnel du Kentucky | Élection de 2010 du 3e district congressionnel du Kentucky | Élection de 2010 du 3e district congressionnel du Kentucky | Élection de 2010 du 3e district congressionnel du Kentucky |
| ---------------------------------------------------------- | ---------------------------------------------------------- | ---------------------------------------------------------- | ---------------------------------------------------------- | ---------------------------------------------------------- |
| Parti                                                      | Parti                                                      | Candidat                                                   | Votes                                                      | %                                                          |
|                                                            | Démocrate                                                  | John Yarmuth (sortant)                                     | 139 940                                                    | 54,68                                                      |
|                                                            | Républicain                                                | Todd Lally                                                 | 112 627                                                    | 44,01                                                      |
|                                                            | Libertarien                                                | Ed Martin                                                  | 2029                                                       | 0,79                                                       |
|                                                            | Indépendant                                                | Michael Hansen                                             | 1334                                                       | 0,52                                                       |
| Total des votes                                            | Total des votes                                            | Total des votes                                            | 255 930                                                    | 100 %                                                      |
|                                                            | Les Démocrates conservent                                  |                                                            |                                                            |                                                            |

### 2012
| Élection de 2012 du 3e district congressionnel du Kentucky | Élection de 2012 du 3e district congressionnel du Kentucky | Élection de 2012 du 3e district congressionnel du Kentucky | Élection de 2012 du 3e district congressionnel du Kentucky | Élection de 2012 du 3e district congressionnel du Kentucky |
| ---------------------------------------------------------- | ---------------------------------------------------------- | ---------------------------------------------------------- | ---------------------------------------------------------- | ---------------------------------------------------------- |
| Parti                                                      | Parti                                                      | Candidat                                                   | Votes                                                      | %                                                          |
|                                                            | Démocrate                                                  | John Yarmuth (sortant)                                     | 206 385                                                    | 63,96                                                      |
|                                                            | Républicain                                                | Brooks Wicker                                              | 111 452                                                    | 34,54                                                      |
|                                                            | Indépendant                                                | Robert L. DeVore, Jr.                                      | 4819                                                       | 1,49                                                       |
| Total des votes                                            | Total des votes                                            | Total des votes                                            | 322 656                                                    | 100 %                                                      |
|                                                            | Les Démocrates conservent                                  |                                                            |                                                            |                                                            |

### 2014
| Élection de 2014 du 3e district congressionnel du Kentucky | Élection de 2014 du 3e district congressionnel du Kentucky | Élection de 2014 du 3e district congressionnel du Kentucky | Élection de 2014 du 3e district congressionnel du Kentucky | Élection de 2014 du 3e district congressionnel du Kentucky |
| ---------------------------------------------------------- | ---------------------------------------------------------- | ---------------------------------------------------------- | ---------------------------------------------------------- | ---------------------------------------------------------- |
| Parti                                                      | Parti                                                      | Candidat                                                   | Votes                                                      | %                                                          |
|                                                            | Démocrate                                                  | John Yarmuth (sortant)                                     | 157 056                                                    | 63,5                                                       |
|                                                            | Républicain                                                | Michael MacFarlane                                         | 87 981                                                     | 35,6                                                       |
|                                                            | Indépendant                                                | Gregory Peter Puccetti                                     | 2318                                                       | 0,9                                                        |
| Total des votes                                            | Total des votes                                            | Total des votes                                            | 247 355                                                    | 100 %                                                      |
|                                                            | Les Démocrates conservent                                  |                                                            |                                                            |                                                            |

### 2016
| Élection de 2016 du 3e district congressionnel du Kentucky | Élection de 2016 du 3e district congressionnel du Kentucky | Élection de 2016 du 3e district congressionnel du Kentucky | Élection de 2016 du 3e district congressionnel du Kentucky | Élection de 2016 du 3e district congressionnel du Kentucky |
| ---------------------------------------------------------- | ---------------------------------------------------------- | ---------------------------------------------------------- | ---------------------------------------------------------- | ---------------------------------------------------------- |
| Parti                                                      | Parti                                                      | Candidat                                                   | Votes                                                      | %                                                          |
|                                                            | Démocrate                                                  | John Yarmuth (sortant)                                     | 212 401                                                    | 63,5                                                       |
|                                                            | Républicain                                                | Harold Bratcher                                            | 122 093                                                    | 36,5                                                       |
| Total des votes                                            | Total des votes                                            | Total des votes                                            | 334 494                                                    | 100 %                                                      |
|                                                            | Les Démocrates conservent                                  |                                                            |                                                            |                                                            |

### 2018
| Élection de 2018 du 3e district congressionnel du Kentucky | Élection de 2018 du 3e district congressionnel du Kentucky | Élection de 2018 du 3e district congressionnel du Kentucky | Élection de 2018 du 3e district congressionnel du Kentucky | Élection de 2018 du 3e district congressionnel du Kentucky |
| ---------------------------------------------------------- | ---------------------------------------------------------- | ---------------------------------------------------------- | ---------------------------------------------------------- | ---------------------------------------------------------- |
| Parti                                                      | Parti                                                      | Candidat                                                   | Votes                                                      | %                                                          |
|                                                            | Démocrate                                                  | John Yarmuth (sortant)                                     | 173 002                                                    | 62,1                                                       |
|                                                            | Républicain                                                | Vickie Yates Glisson                                       | 101 930                                                    | 36,6                                                       |
|                                                            | Libertarien                                                | Gregory Boles                                              | 3788                                                       | 1,4                                                        |
| Total des votes                                            | Total des votes                                            | Total des votes                                            | 278 720                                                    | 100 %                                                      |
|                                                            | Les Démocrates conservent                                  |                                                            |                                                            |                                                            |

### 2020
| Élection de 2020 du 3e district congressionnel du Kentucky | Élection de 2020 du 3e district congressionnel du Kentucky | Élection de 2020 du 3e district congressionnel du Kentucky | Élection de 2020 du 3e district congressionnel du Kentucky | Élection de 2020 du 3e district congressionnel du Kentucky |
| ---------------------------------------------------------- | ---------------------------------------------------------- | ---------------------------------------------------------- | ---------------------------------------------------------- | ---------------------------------------------------------- |
| Parti                                                      | Parti                                                      | Candidat                                                   | Votes                                                      | %                                                          |
|                                                            | Démocrate                                                  | John Yarmuth (sortant)                                     | 230 672                                                    | 62,7                                                       |
|                                                            | Républicain                                                | Rhonda Palazzo                                             | 137 425                                                    | 37,3                                                       |
| Total des votes                                            | Total des votes                                            | Total des votes                                            | 368 097                                                    | 100 %                                                      |
|                                                            | Les Démocrates conservent                                  |                                                            |                                                            |                                                            |

### 2022
| Primaire Républicaine de 2022 du 3e district congressionnel du Kentucky | Primaire Républicaine de 2022 du 3e district congressionnel du Kentucky | Primaire Républicaine de 2022 du 3e district congressionnel du Kentucky | Primaire Républicaine de 2022 du 3e district congressionnel du Kentucky | Primaire Républicaine de 2022 du 3e district congressionnel du Kentucky |
| ----------------------------------------------------------------------- | ----------------------------------------------------------------------- | ----------------------------------------------------------------------- | ----------------------------------------------------------------------- | ----------------------------------------------------------------------- |
| Parti                                                                   | Parti                                                                   | Candidat                                                                | Votes                                                                   | %                                                                       |
|                                                                         | Républicain                                                             | Stuart Ray                                                              | 9703                                                                    | 29,5                                                                    |
|                                                                         | Républicain                                                             | Rhonda Palazzo                                                          | 9645                                                                    | 29,4                                                                    |
|                                                                         | Républicain                                                             | Mike Craven                                                             | 6488                                                                    | 19,7                                                                    |
|                                                                         | Républicain                                                             | Gregory Puccetti                                                        | 2980                                                                    | 9,1                                                                     |
|                                                                         | Républicain                                                             | Daniel Cobble                                                           | 1539                                                                    | 4,7                                                                     |
|                                                                         | Républicain                                                             | Justin Gregory                                                          | 1293                                                                    | 3,9                                                                     |
|                                                                         | Républicain                                                             | Darien Barrios Moreno                                                   | 1212                                                                    | 3,7                                                                     |

| Primaire Démocrate de 2022 du 3e district congressionnel du Kentucky | Primaire Démocrate de 2022 du 3e district congressionnel du Kentucky | Primaire Démocrate de 2022 du 3e district congressionnel du Kentucky | Primaire Démocrate de 2022 du 3e district congressionnel du Kentucky | Primaire Démocrate de 2022 du 3e district congressionnel du Kentucky |
| -------------------------------------------------------------------- | -------------------------------------------------------------------- | -------------------------------------------------------------------- | -------------------------------------------------------------------- | -------------------------------------------------------------------- |
| Parti                                                                | Parti                                                                | Candidat                                                             | Votes                                                                | %                                                                    |
|                                                                      | Démocrate                                                            | Morgan McGarvey                                                      | 52 157                                                               | 63,3                                                                 |
|                                                                      | Démocrate                                                            | Attica Scott                                                         | 30 183                                                               | 36,7                                                                 |

| Élection de 2022 du 3e district congressionnel du Kentucky | Élection de 2022 du 3e district congressionnel du Kentucky | Élection de 2022 du 3e district congressionnel du Kentucky | Élection de 2022 du 3e district congressionnel du Kentucky | Élection de 2022 du 3e district congressionnel du Kentucky |
| ---------------------------------------------------------- | ---------------------------------------------------------- | ---------------------------------------------------------- | ---------------------------------------------------------- | ---------------------------------------------------------- |
| Parti                                                      | Parti                                                      | Candidat                                                   | Votes                                                      | %                                                          |
|                                                            | Démocrate                                                  | Morgan McGarvey                                            | 160 920                                                    | 62,0                                                       |
|                                                            | Républicain                                                | Stuart Ray                                                 | 98 637                                                     | 38,0                                                       |
|                                                            | Indépendant                                                | Daniel Cobble (write-in)                                   | 30                                                         | 0,0                                                        |
| Total des votes                                            | Total des votes                                            | Total des votes                                            | 259 587                                                    | 100 %                                                      |
|                                                            | Les Démocrates conservent                                  |                                                            |                                                            |                                                            |

### 2024
| Primaire Républicaine de 2024 du 3e district congressionnel du Kentucky | Primaire Républicaine de 2024 du 3e district congressionnel du Kentucky | Primaire Républicaine de 2024 du 3e district congressionnel du Kentucky | Primaire Républicaine de 2024 du 3e district congressionnel du Kentucky | Primaire Républicaine de 2024 du 3e district congressionnel du Kentucky |
| ----------------------------------------------------------------------- | ----------------------------------------------------------------------- | ----------------------------------------------------------------------- | ----------------------------------------------------------------------- | ----------------------------------------------------------------------- |
| Parti                                                                   | Parti                                                                   | Candidat                                                                | Votes                                                                   | %                                                                       |
|                                                                         | Républicain                                                             | Mike Craven                                                             | 15 397                                                                  | 75,2                                                                    |
|                                                                         | Républicain                                                             | Denny Ormerod                                                           | 5074                                                                    | 24,8                                                                    |

| Primaire Démocrate de 2024 du 3e district congressionnel du Kentucky | Primaire Démocrate de 2024 du 3e district congressionnel du Kentucky | Primaire Démocrate de 2024 du 3e district congressionnel du Kentucky | Primaire Démocrate de 2024 du 3e district congressionnel du Kentucky | Primaire Démocrate de 2024 du 3e district congressionnel du Kentucky |
| -------------------------------------------------------------------- | -------------------------------------------------------------------- | -------------------------------------------------------------------- | -------------------------------------------------------------------- | -------------------------------------------------------------------- |
| Parti                                                                | Parti                                                                | Candidat                                                             | Votes                                                                | %                                                                    |
|                                                                      | Démocrate                                                            | Morgan McGarvey (sortant)                                            | 44 275                                                               | 84,1                                                                 |
|                                                                      | Démocrate                                                            | Geoff M. Young                                                       | 5875                                                                 | 11,2                                                                 |
|                                                                      | Démocrate                                                            | Jared Randall                                                        | 2491                                                                 | 4,7                                                                  |

| Élection de 2022 du 3e district congressionnel du Kentucky | Élection de 2022 du 3e district congressionnel du Kentucky | Élection de 2022 du 3e district congressionnel du Kentucky | Élection de 2022 du 3e district congressionnel du Kentucky | Élection de 2022 du 3e district congressionnel du Kentucky |
| ---------------------------------------------------------- | ---------------------------------------------------------- | ---------------------------------------------------------- | ---------------------------------------------------------- | ---------------------------------------------------------- |
| Parti                                                      | Parti                                                      | Candidat                                                   | Votes                                                      | %                                                          |
|                                                            | Démocrate                                                  | Morgan McGarvey (sortant)                                  | 203 100                                                    | 61,946                                                     |
|                                                            | Républicain                                                | Mike Craven                                                | 124 713                                                    | 38,038                                                     |
|                                                            | Write-in                                                   | Write-in                                                   | 51                                                         | 0,016                                                      |
| Total des votes                                            | Total des votes                                            | Total des votes                                            | 327 864                                                    | 100 %                                                      |
|                                                            | Les Démocrates conservent                                  |                                                            |                                                            |                                                            |

## Frontières historiques du district
| Année     | District 3 | Tous les districts |
| --------- | ---------- | ------------------ |
| 1935-1943 |            |                    |
| 1943-1953 |            |                    |
| 1953-1943 |            |                    |
| 1963-1973 |            |                    |
| 1973-1983 |            |                    |
| 1983-1993 |            |                    |
| 1993-2003 |            |                    |
| 2003-2013 |            |                    |
| 2013-2023 |            |                    |